# Bellin (Krakow am See)
Koordinaten: 53° 43′ N, 12° 12′ O
Bellin ist ein Ortsteil der Stadt Krakow am See im Landkreis Rostock in Mecklenburg-Vorpommern, Deutschland. Bis 2004 war Bellin eine eigenständige Gemeinde, der auch die Dörfer Marienhof und Steinbeck angehörten. Die Einwohnerzahl des Ortsteils betrug am 31. Dezember 2023 209.

## Geografie
Der Ort liegt im Zentrum Mecklenburg-Vorpommerns etwa zehn Kilometer südlich der Kreisstadt Güstrow im Nordwesten des Krakower Stadtgebietes. Umgeben ist Bellin vorwiegend von Ackerflächen und Wiesen, an die sich im Nordosten und Südwesten Waldgebiete anschließen. Westlich des Ortes liegt ein zu großen Teilen mit Bruchwald bewachsenes Feuchtgebiet, das an seinen Rändern Böschungen aufweist und vom Teuchelbach in Richtung Nebel entwässert wird. Nach einer Fließrichtungsänderung verläuft der Teuchelbach begradigt nördlich des Ortes durch eine feuchte Senke, die unterhalb 25 m ü. NHN liegt. Die Bebauung des Ortes erstreckt sich auf etwa zwei Kilometern entlang der Straßen nach Zehna im Westen und Steinbeck im Osten und liegt auf etwa 40 m ü. NHN. In der Umgebung liegen mehrere benannte Erhebungen wie etwa der Beuckbarg (85 m) im Osten, der Vierberg (54,1 m) im Norden und der Wallberg (45,1 m) im Nordwesten.

## Geschichte
Bellin wurde urkundlich erstmals 1229 erwähnt. Die Herren von Bellin werden bereits kurz danach als werlesche Vasallen mehrfach genannt. Um 1300 besitzen sie die Güter Bellin sowie weitere Güter in umliegenden Orten. Nach Heirat einer Tochter Bernd Bellins geht das Gut 1449 an Gerd von Linstow über, seine Nachkommen bleiben bis 1662 Besitzer, danach geht es bis zum Ende des 18. Jahrhunderts an das Adelsgeschlecht der Sala. Anschließend folgten die Grafen von Hardenberg (1782), Osten-Sacken (1803), Hessenstein (1839), Friedrich August Peters (1849), Wilhelm von Meding (1851–1862), die von Zülow (1862–1876), Otto Karl Friedr. Herm. Koch (seit 1877), Friedrich Gotthard Ed. von Pentz (seit 1880) sowie Rittmeister Gerh. Freiherr von Marschall (seit 1900).
Durch die wendische Familie Bellin wurde eine Wasserburg errichtet, die 1662 an Angelus de Sala, den Leibarzt von Herzog Gustav Adolf von Mecklenburg-Güstrow überging. Im 18. Jahrhundert wurde daneben eine Gutsanlage erbaut. 1853 wurde das Patronat der Kirche durch Wilhelm von Meding an die Landesherrschaft abgegeben. Die Abtretung des Gutes an die von Marschalls geschah aus finanziellen Gründen. 1880 kaufte der aus dem benachbarten Gremmelin stammende Friedrich Freiherr v. Pentz von seinem Schwager das Rittergut Bellin. 1910 erwarb es der Hamburger Kaufmann und Unternehmer Henry B. Sloman und ließ 1911/1912 durch Paul Korff das bis heute erhaltene, neobarocke Schloss errichten.
Die seit 1965 bestehende Gemeinde Bellin mit ihren Ortsteilen Marienhof und Steinbeck wurde am 1. Januar 2005 nach Krakow am See eingemeindet. 2004 zählte die Gemeinde 275 Einwohner.
Marienhof, zuvor Marienthal, heißt so seit 1822. Das Gut gehörte u. a. den Familien von der Osten-Sacken (ab 1806), von Behr (ab 1850), dem Klavierbauer Heinrich Roloff (ab 1873) und Bronsart von Schellendorff (ab 1877). Es wurde in den 1930er Jahren aufgesiedelt. Das Herrenhaus Marienhof entstand um 1880, war nach 1945 im Eigentum der Gemeinde und wurde nach 1995 zu einem Hotel und Veranstaltungsort umgebaut.

## Politik

Wappen der ehemaligen Gemeinde Bellin

Die ehemalige Gemeinde Bellin führte ein Wappen und eine Flagge. Das Wappen fand auch im Dienstsiegel Verwendung.
Wappen
Blasonierung: „In Rot ein hersehender silberner Widderkopf, begleitet von drei (1 : 2) schräglinks liegenden silbernen Eichenblättern.“
Flagge
Beschreibung: „Die Flagge der Gemeinde ist quer zur Längsachse des Flaggentuchs von Rot, Weiß und Rot gestreift. Die roten Streifen nehmen je ein Viertel, der weiße Streifen nimmt die Hälfte der Länge des Flaggentuchs ein. In der Mitte des weißen Streifens liegt das Gemeindewappen, das zwei Drittel der Höhe des Flaggentuchs einnimmt. Die Länge des Flaggentuchs verhält sich zur Höhe wie 5 zu 3.“

## Sehenswürdigkeiten

### Gutsanlage

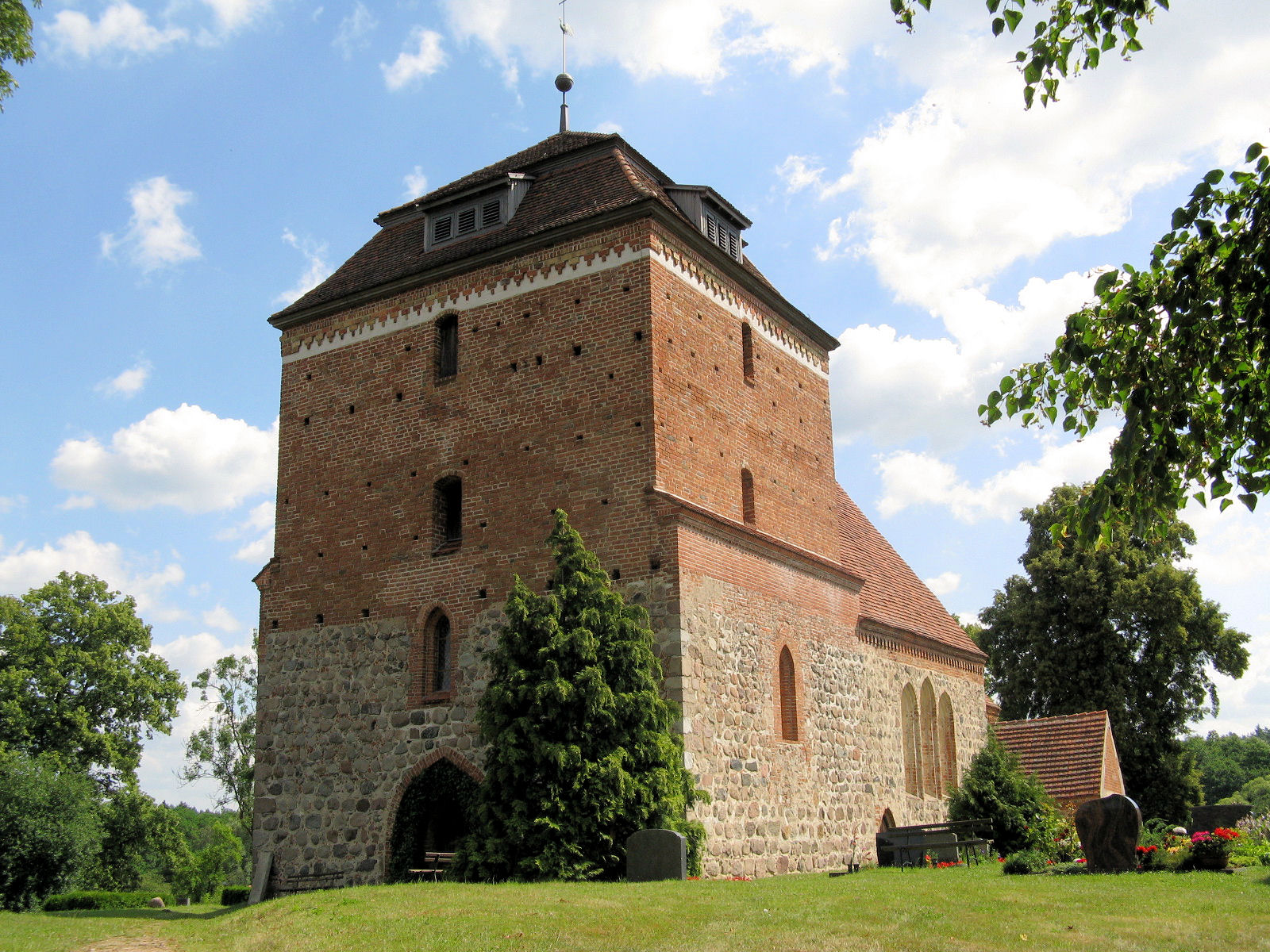
Dorfkirche Bellin

Die weitläufige Gutsanlage besteht aus einem dreiteiligen Wirtschaftshof, dessen Mittelteil mit dem Ehrenhof zusammen der barocken Grundstruktur folgt. Der Hof wird im Norden durch ein Torhaus und im Süden durch das 1910 erbaute Schloss mit seinem sich anschließenden Park begrenzt.
Neben einem Pavillon befindet sich im Park eine Gutskapelle, die wahrscheinlich aus dem 19. Jahrhundert stammt, und ein Taufbecken aus der ersten Hälfte des 13. Jahrhunderts. Erwähnenswert ist auch der um 1912 errichtete, heute auf freiem Feld stehende Wasserturm, der in seinem Aussehen an einen Wehrturm erinnert.

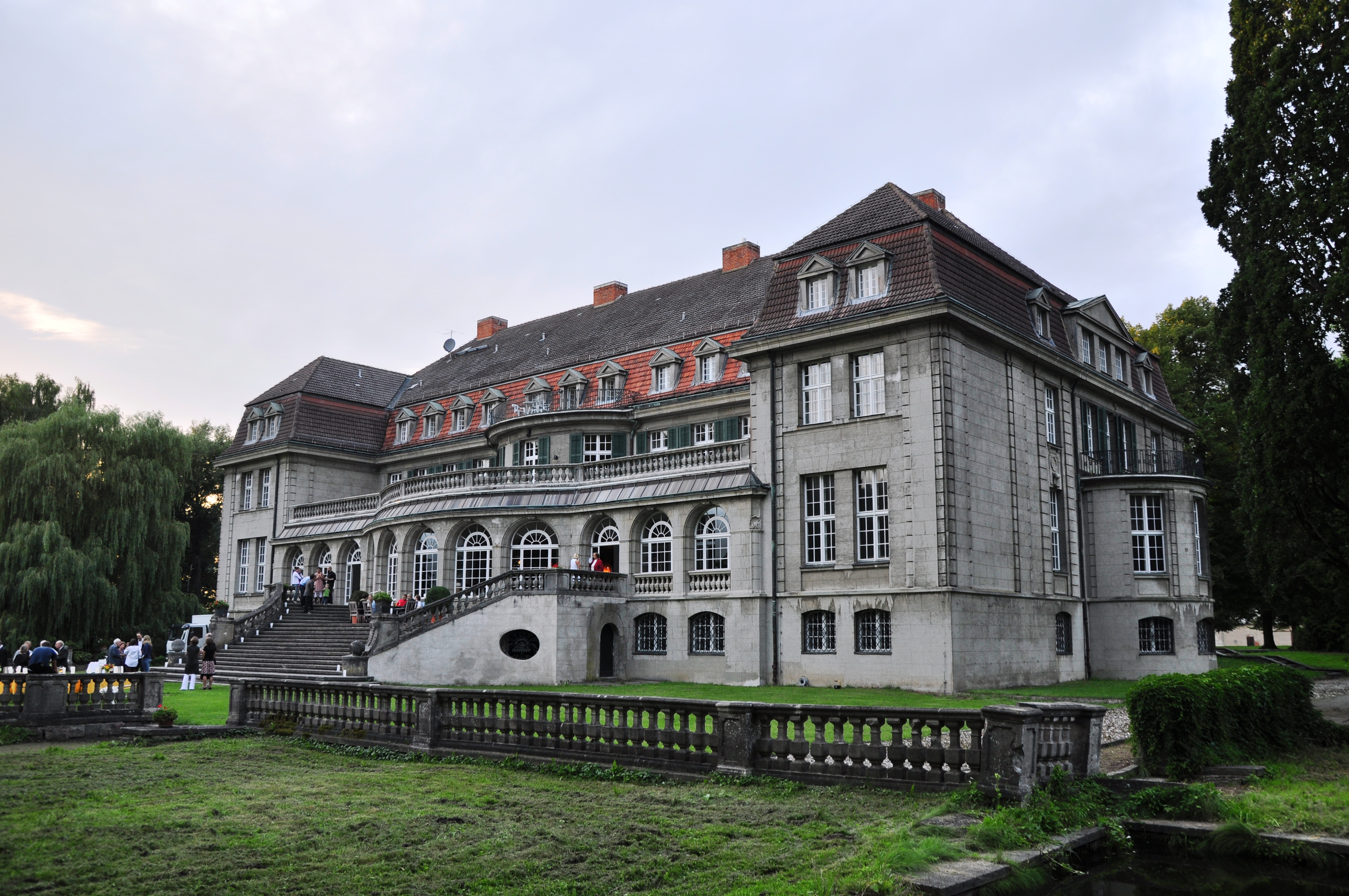
Herrenhaus (2010)
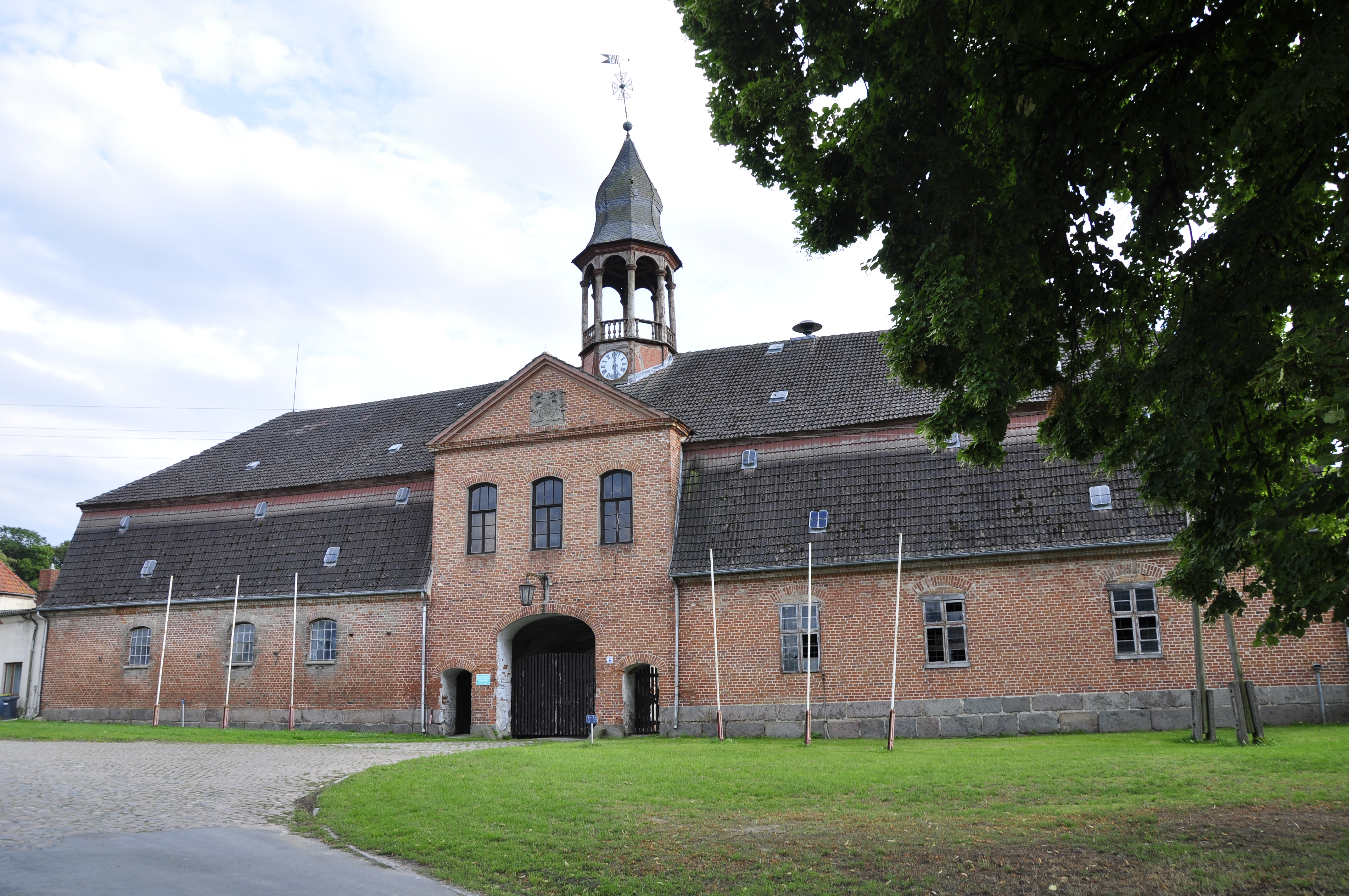
Torhaus (2010)
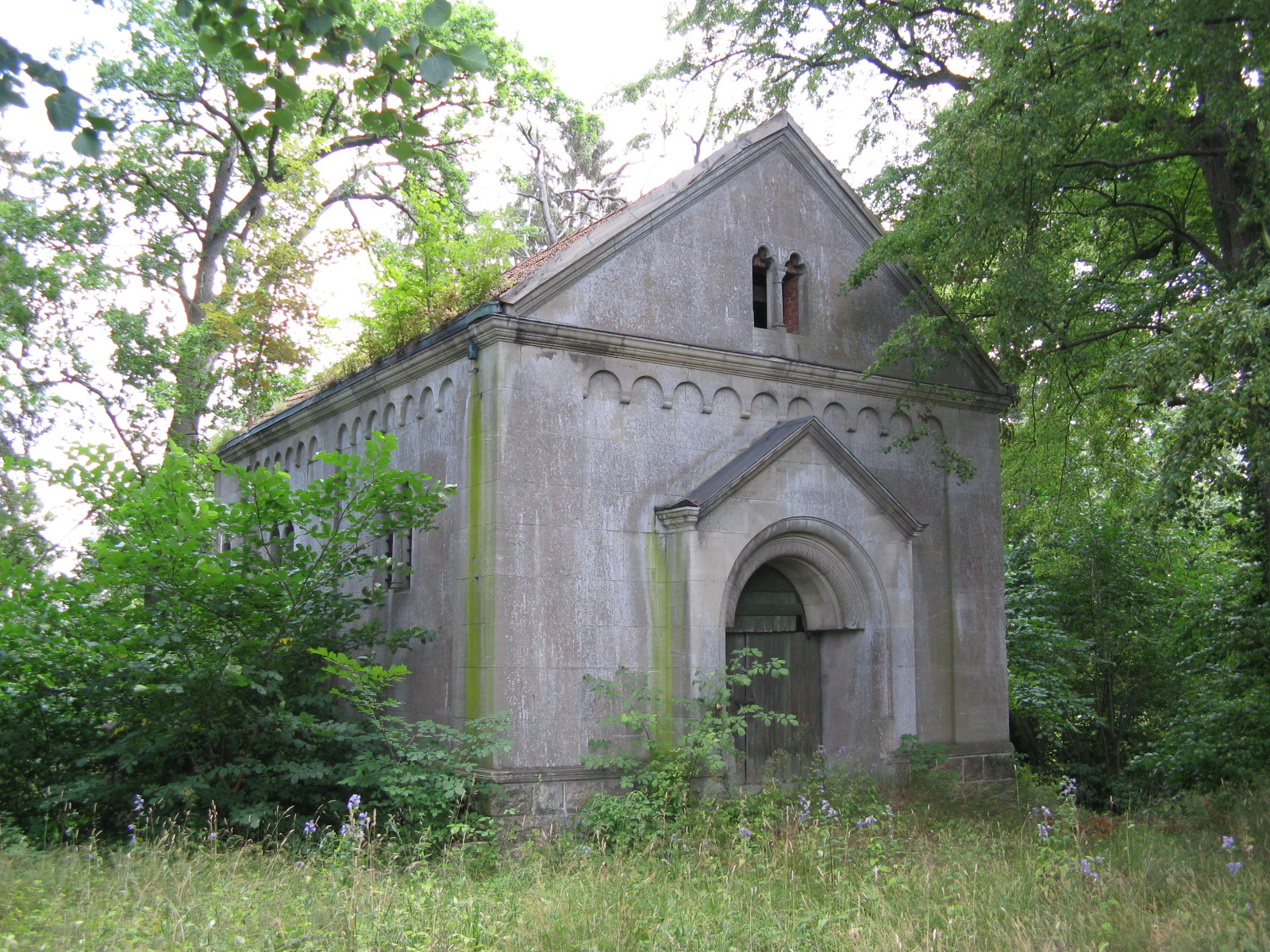
Gutskapelle (2009)
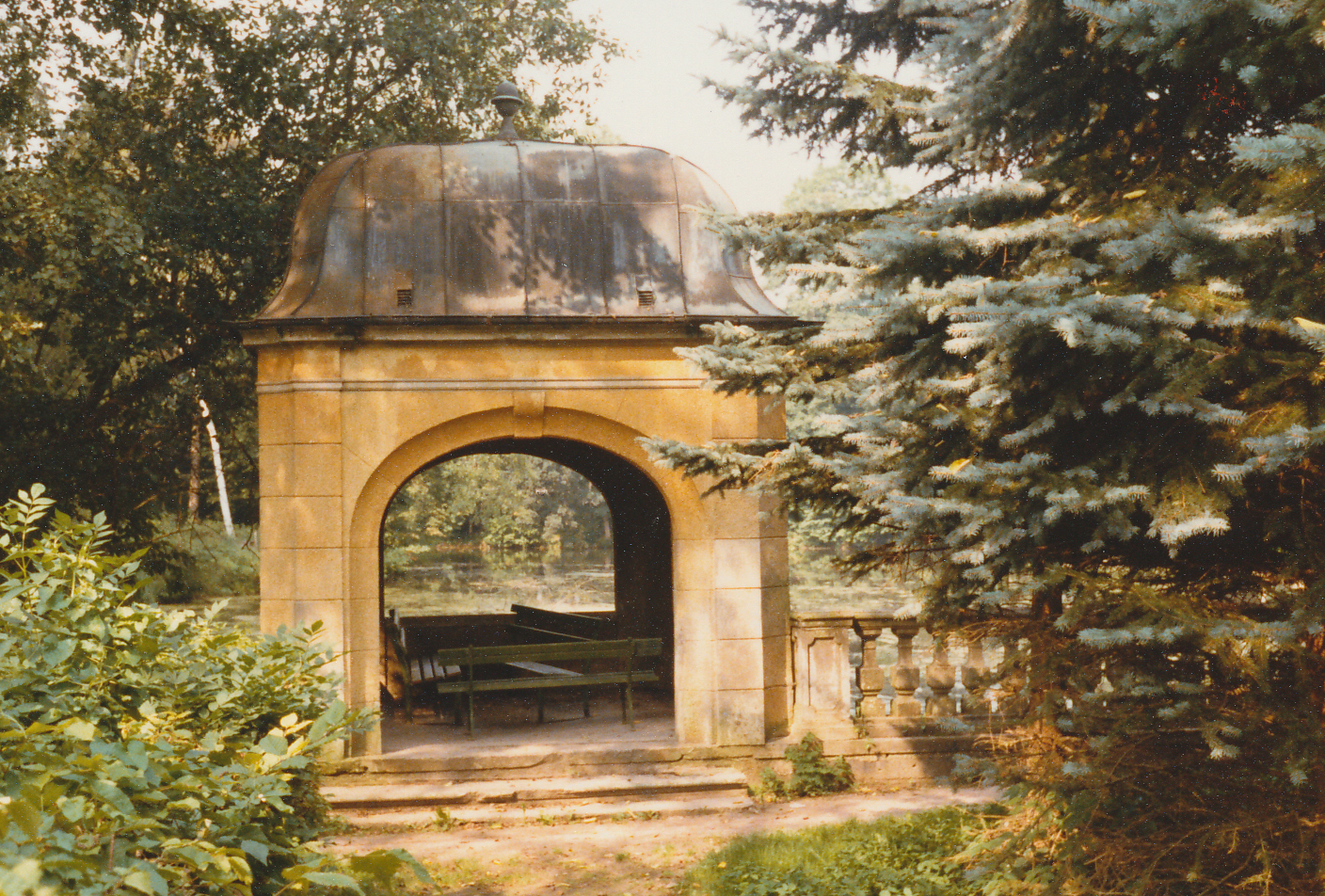
Pavillon auf der Gutsanlage Bellin (um 1980)
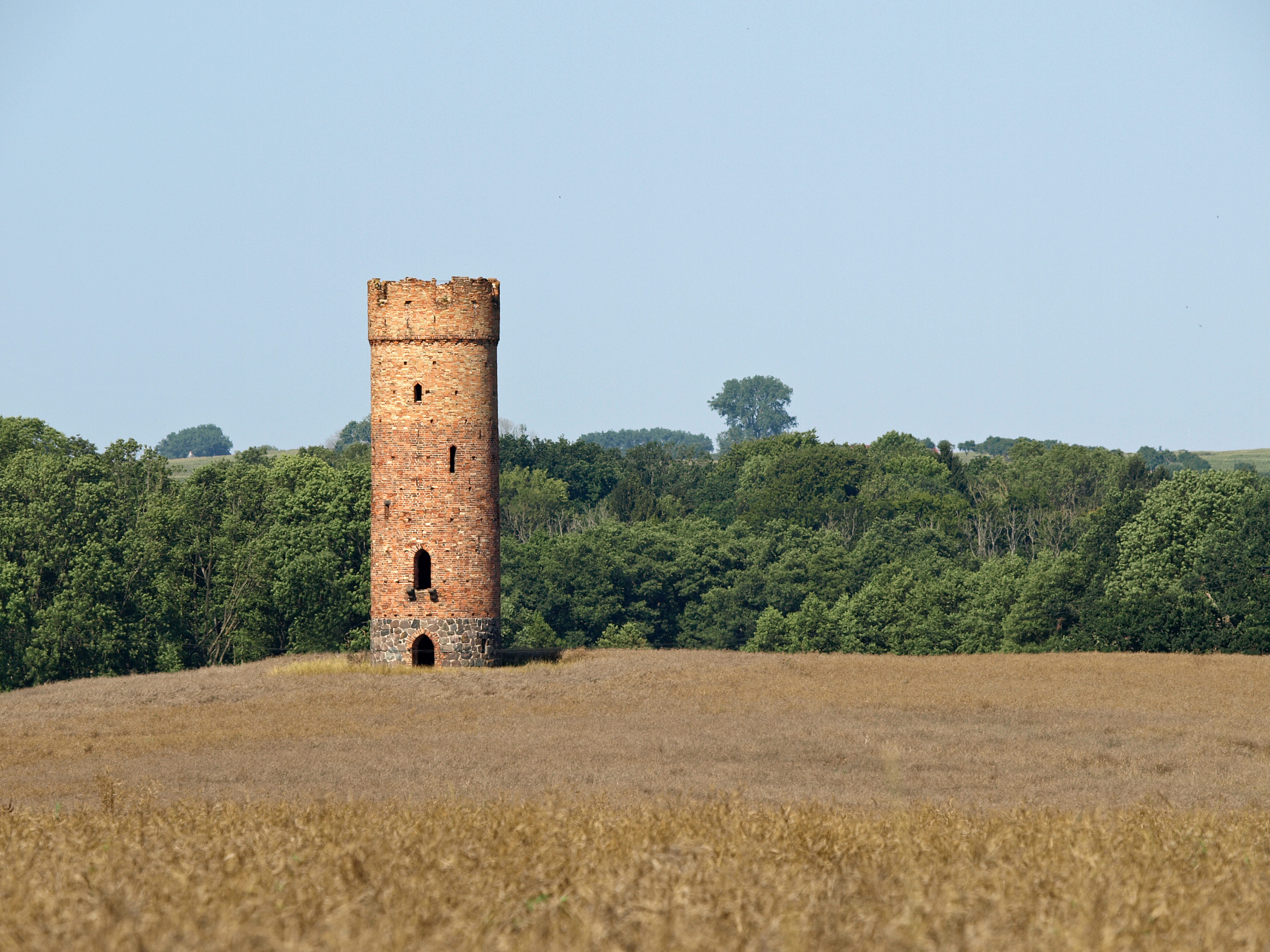
Wasserturm (2015)

### Kirche
Die monumentale Dorfkirche Bellin ist eine spätromanisch-frühgotische Feldsteinkirche aus der Mitte des 13. Jahrhunderts mit reicher Ausmalung im Innern.

## Verkehr
Durch Bellin führt die Kreisstraße 23 von Zehna nach Groß Tessin. Weitere Verbindungsstraßen bzw. -wege führen in die umliegenden Orte Steinbeck, Marienhof, Groß Breesen und Mühl Rosin. Der ehemalige Ortsteil Marienhof besaß einst einen etwas abgelegenen Haltepunkt an der im Personenverkehr nicht mehr bedienten Bahnstrecke Güstrow–Meyenburg.

### Gedruckte Quellen
- Mecklenburgisches Urkundenbuch (MUB)
- Mecklenburgische Jahrbücher (MJB)